# Devourment
A Devourment amerikai death metal zenekar. 1995-ben alakult Dallasban, miután a "Necrocide" nevű death metal együttes feloszlott. 1999-ben feloszlottak, mert Ruben Rosas énekes börtönbe került. 2001-ben és 2002-ben újból összeálltak, végül 2005-től kezdve újból aktív az együttes. A metal rajongók a "slamming death metal" al-műfaj alapítóinak, úttörőjének tartják az Internal Bleedinggel együtt. Eredeti énekesük, Wayne Krupp 2007-ben elhunyt.

## Tagok
- Ruban Rosas - ének (1999-2004, 2014-), gitár (2005-2013)
- Chris Andrews - gitár (2014-), basszusgitár (2005-2014)
- Brad Fincher - dobok (1995-2001, 2014-)
- Dave Spencer - basszusgitár (2014-)

## Diszkográfia
- Molesting the Decapitated (1999)
- Butcher the Weak (2005)
- Unleash the Carnivore (2009)
- Conceived in Sewage (2013)
- Obscene Majesty (2019)

## Egyéb kiadványok

### Válogatáslemezek
- 1.3.8. (2000)

### Demók
- Impaled (1997)
- Promo 1997 (1997)
- Promo 1999 (1999)